# Protothereva grisea
Protothereva grisea är en tvåvingeart som beskrevs av Malloch 1932. Protothereva grisea ingår i släktet Protothereva och familjen stilettflugor. Inga underarter finns listade i Catalogue of Life.